# 1972 en cyclisme
| Années du cyclisme : 1969 - 1970 - 1971 - 1972 - 1973 - 1974 - 1975    |
| Décennies du cyclisme : 1940 - 1950 - 1960 - 1970 - 1980 - 1990 - 2000 |

Les faits marquants de l'année 1972 en cyclisme.

## Par mois

### Février
- 5 février : le Français Serge Lapébie gagne le Grand Prix de Saint-Raphaël. L'épreuve ne sera plus disputée avant 1978.
- 6 février : le Français Christian Blain gagne la ronde de Montauroux.
- 10 février : le Français Jean-Luc Molineris gagne l'Étoile de Bessèges pour la deuxième année d'affilée.
- 13 février : l'Italien Roberto Poggiali gagne le Grand Prix de Cannes.
- 14 février : le Français Alain Santy gagne la ronde d'Aix en Provence.
- 15 février : le Belge Bernard Delchambre gagne le Grand Prix d'Aix-en-Provence.
- 17 février : le Néerlandais Jan Krekels gagne le Tour d'Andalousie.
- 20 février : l'Italien Wilmo Francioni gagne le Trophée Laigueglia après le déclassement du Néerlandais Harrie Jansen.
- 20 février : le Belge Frans Verbeeck gagne le Grand Prix de Nice.
- 24 février : le Belge Frans Verbeeck gagne le Grand Prix de Monaco pour la deuxième année d'affilée.
- 25 février : le Belge Georges Pintens gagne le Grand Prix de Menton.
- 26 février : le Belge Frans Verbeeck gagne le Grand Prix de Saint-Tropez.
- 27 février : le Belge Eric Leman gagne le Grand Prix de Valencia.
- 27 février : le Belge Willy Van Malderghem gagne le Grand Prix d'Antibes. L'épreuve n'aura pas lieu en 1973 et reprendra en 1974.
- 28 février : le Belge Frans Verbeeck gagne le Tour du Haut-Var.

### Mars
- 2 mars : l'Italien Marino Basso gagne le Tour de Sardaigne.
- 4 mars : le Belge Albert Van Vlierberghe gagne Sassari-Cagliari pour la deuxième année d'affilée.
- 4 mars : le Belge Frans Verbeeck gagne le Circuit Het Volk pour la deuxième fois.
- 5 mars : le Belge Gustaaf Van Roosbroeck gagne Kuurne-Bruxelles-Kuurne.
- 5 mars : l'Espagnol Domingo Perurena gagne le Tour du Levant.
- 6 mars : le Belge Jos Abelshausen gagne le Tour du Limbourg.
- 8 mars : le Belge Roger de Vlaeminck gagne Milan-Turin.
- 8 mars : le Belge Frans Verbeeck gagne le " Trèfle à 4 Feuilles" pour la deuxième fois.
- 9 mars : le Belge Eddy Merckx gagne le prologue de Paris-Nice à Dourdan.
- 11 mars : le Belge Eddy Merckx gagne la 2eme étape de Paris-Nice Vierzon-Autun.
- 11 mars : l'Espagnol Gonzalo Aja gagne Subida a Arrate.
- 11 mars : le Belge Joseph Abelshausen gagne le Circuit du Sud-Ouest Belge. L'épreuve ne reprendra qu'en 1975.
- 12 mars : le Néerlandais Tino Tabak gagne le Circuit des Ardennes Flamandes.
- 14 mars : le Belge Eddy Merckx gagne la 5eme étape de Paris-Nice, Valence-Manosque.
- 15 mars : le Belge Roger de Vlaeminck gagne son premier Tirreno-Adriatico.Il en gagnera 6 de suite.
- 16 mars : Raymond Poulidor remporte Paris-Nice, sa victoire dans le contre-la- montre du col d'Eze lors de la 2eme demi-étape de la 7eme et dernière étape, lui donne la victoire au classement général devant le Belge Eddy Merckx. La victoire de Poulidor selon les spécialistes est due à la longueur de ses manivelles de pédalier (175 ) qui lui auraient donné un bras de levier plus important. La forme physique de "Poupou" a fait aussi beaucoup dans cette victoire.
- 18 mars : Eddy Merckx gagne pour la cinquième fois la classique Milan-San Remo.
- 19 mars : le Belge Luc Goidsenhoven gagne le Circuit de Waes.
- 22 mars : comme l'an dernier le Français Raymond Poulidor gagne le Critérium national de la route, c'est sa cinquième victoire dans cette épreuve.
- 24 mars  : l'Espagnol Miguel Maria Lasa gagne la Semaine catalane.
- 25 mars : le Belge Hubert Hutsebaut gagne le Grand Prix E3.
- 26 mars : le Belge Eddy Verstraeten gagne Harelbeke-Poperinge-Harelbeke.
- 26 mars : l'Italien Franco Bitossi gagne le Tour de la province de Reggio de Calabre.
- 26 mars : le Belge Eddy Merckx gagne la Flèche brabançonne.
- 26 mars : le Belge Walter Planckaert gagne l'Amstel Gold Race.
- 29 mars : le Belge Hubert Hutsebaut gagne le Circuit des 11 Villes.
- 30 mars : l'Italien Franco Bitossi gagne le Tour de Campanie pour la deuxième fois. La course n'aura pas lieu en 1973 et reprendra en 1974

### Avril
- 1er avril : l'Italien Franco Bitossi gagne la première édition du Tour des Pouilles.
- 2 avril : l'Espagnol : Santiago Lazcano Labaca gagne le Grand Prix de Pâques.
- 2 avril : le Belge Gustaaf Roosbroeck gagne le Circuit des Régions Fruitières.
- 3 avril : l'Espagnol Vicente Lopez Carril gagne le Grand Prix de Navarre.
- 4 avril : le Français José Catieau gagne Paris-Camembert.
- 4 avril : le Belge Gustaaf Van Roosbroeck gagne le Grand Prix de Denain .
- 6 avril : le Belge Roger Swerts gagne le Tour de Belgique.
- 8 avril : l'Espagnol Andres Oliva gagne le Tour de Majorque.
- 9 avril : Eric Leman gagne le Tour des Flandres pour la deuxième fois.
- 9 avril : l'Espagnol Miguel Maria Lasa gagne Nuestra Señora de Oro.
- 12 avril : le Belge Roger Swerts gagne Gand-Wevelgem.
- 13 avril : le Belge Christian Callens gagne le Grand Prix Pino Cerami .
- 16 avril : Roger De Vlaeminck obtient sa première victoire sur Paris-Roubaix.
- 16 avril : l'Espagnol José Gomez Lucas gagne le Grand Prix de Printemps.
- 16 avril : le Belge Victor Van Schill gagne le Grand Prix E5.
- 18 avril : le Belge Emile Cambre gagne le Grand Prix de Wallonie.
- 18 avril : le Belge Anton (Tony) Houbrechts gagne la Nokere Koerse.
- 20 avril : comme l'an dernier le Belge Eddy Merckx gagne Liège-Bastogne-Liège, c'est sa troisième victoire dans l'épreuve.
- 22 avril : le Belge Eddy Merckx gagne la Flèche Wallonne pour la troisième fois.
- 23 avril : l'Espagnol José Antonio Gonzales Linares gagne le premier de ses 4 Tours du Pays basque.
- 25 avril : le Belge Julien Van Lint gagne Milan-Vignola.
- 28 avril : le Français Bernard Thévenet gagne le Tour d'Indre et Loire.
- 29 avril : le Suisse Joseph Fuchs gagne le Tour de Toscane.
- 30 avril : le Français Jean-Pierre Danguillaume gagne la première édition du Trophée des Grimpeurs. Cette épreuve qui ressemble à la Polymultipliée sa jumelle va fusionner avec cette dernière en gardant le nom de Trophée des grimpeurs en 1979.
- 30 avril : le Belge Raf Hooyberghs gagne le Circuit des Régions Flamandes. Ensuite l'épreuve disparait du calendrier international.

### Mai
- 1er mai : le Français Gilbert Bellone gagne le Grand Prix de Francfort.
- 1er mai : l'Italien Pietro Guerra gagne le Tour de Romagne .
- 1er mai : le Belge Raymond Steegmans gagne le Grand Prix Hoboken.
- 2 mai : le Belge Paul Aerts gagne le Circuit du Tournaisis.
- 3 mai : le Belge Christian Callens gagne le Circuit de la Côte Ouest. L'épreuve ne reprendra qu'en 1975.
- 6 mai : l'Italien Marino Basso gagne le Trophée Bernocchi.
- 6 mai : le Français Cyrille Guimard gagne Paris-Bourges.
- 6 mai : le Belge Eddy Peelman gagne le Tour du Brabant Central.
- 7 mai : le Belge Willy Van Neste gagne le Championnat de Zurich.
- 7 mai : le Belge Albert Vlierberghe gagne Bruxelles-Meulebeke.
- 7 mai : le Belge Christian Callens gagne le Circuit Mandel-Lys-Escaut.
- 11 mai : le Belge Victor Van Schil gagne le Tour de Condroz pour la troisième fois.
- 11 mai : le Belge Arthur Van de Vijner gagne le Circuit des 3 Provinces Belge.
- 14 mai : le Français Yves Hezard gagne les 4 jours de Dunkerque.
- 14 mai : le Français Bernard Thevenet gagne le Tour de Romandie.
- 14 mai : José Manuel Fuente remporte le Tour d'Espagne.
- 14 mai : le Belge Georges Pintens gagne le Circuit Hageland-Campine Sud.
- 16 mai : le Belge Guido Reybroeck gagne le Grand Prix Cemab. L'épreuve ne sera pas disputée en 1973 et reprendra en 1974.
- 20 mai : le Belge Willy Planckaert gagne la Flèche de Liedekerke.
- 20 mai : le Néerlandais Gerben Karstens gagne la Flèche des Polders.
- 21 mai : départ du Tour d'Italie à Venise.
- 21 mai : le Belge Ronald de Witte gagne le Tour du Brabant Ouest.
- 22 mai : le Néerlandais Joop Zoetemelk gagne la Polymultipliée.
- 22 mai : le Belge Noël Van Clooster gagne le Circuit de Flandre Orientale.
- 22 mai : le Belge Georges Van Coningsloo gagne la Flèche Hesbignonne.
- 24 mai : le Belge Ludo Noëls gagne Seraing-Aix-Seraing.
- 25 mai : l'Espagnol Luis Ocana gagne le Critérium du Dauphiné libéré pour la deuxième fois.
- 27 mai : le Belge Noël Van Clooster gagne la Flèche Côtière pour la deuxième fois.
- 28 mai : le Français Cyrille Guimard gagne le Tour de l'Oise.

### Juin
- 1er juin : le contre la montre de la 1ere demi-étape de la 12eme étape du Tour d'Italie autour de Forte Dei Marmi est remporté par le Belge Eddy Merckx.
- 3 juin : le Belge Eddy Merckx gagne la 14eme étape du Tour d'Italie Savone-Monte Jafferau qui emprunte les cols de Cabodona, de Sestrière et le Monte Jafferau, 2eme l'Italien Wladimiro Panizza à 26 secondes, 3eme l'Espagnol José Manuel Fuente à 47 secondes.
- 4 juin : le Belge Eddy Verstraeten gagne le Circuit de Belgique Centrale.
- 6 juin : le Belge Eddy Merckx gagne la 16 étape du Tour d'Italie Parabiago-Livigno qui emprunte les cols de Foscagno et de Eira, 2eme l'Espagnol Francisco Galdos à 18 secondes, le peloton est à 1 minute.
- 9 juin : le contre la montre de la 2eme demi-étape de la 19eme étape du Tour d'Italie est remporté par le Belge Eddy Merckx.
- 10 juin : le Portugais Fernando Ros Deis Mendes gagne Porto-Lisbonne pour la deuxième fois.
- 11 juin : à Milan, Eddy Merckx remporte le troisième de ses cinq Tours d'Italie.
- 11 juin : l'Espagnol Luis Pedro Santamarina gagne le Tour des vallées minières.
- 11 juin : le Belge Willy Vanneste gagne le Tour de Flandre Orientale.
- 12 juin : le Belge Roger Rosiers gagne le Tour de Luxembourg.
- 14 juin : le Belge Tony Gakens gagne Bruxelles-Ingooigem.
- 16 juin : le Suisse Erich Spahn gagne le Tour du Nord-Ouest de la Suisse pour la deuxième année d'affilée. L'épreuve ne sera pas disputée en 1973 et reprendra en 1974.
- 16 juin : le Britannique Kevin Apter gagne le Manx Trophy.
- 18 juin : l'Espagnol Agustin Tamames gagne le Tour des Asturies.
- 18 juin : le Français Cyrille Guimard gagne le Grand Prix du Midi libre.
- 18 juin : le Belge Roger Swerts gagne le Grand Prix de Forli.
- 21 juin : le Belge Roger de Vlaeminck gagne le Grand Prix de Camaiore.
- 23 juin : le Suisse Louis Pfenninger gagne le Tour de Suisse pour la deuxième fois.
- 25 juin : l'Italien Felice Gimondi gagne le Tour des Apennins pour la deuxième fois. Cette course étant désignée championnat d'Italie sur route, Felice Gimondi devient champion d'Italie pour la deuxième fois.
- 25 juin : le Néerlandais Tino Tabak devient champion des Pays-Bas sur route.
- 25 juin : l'Espagnol Luis Ocana devient champion d'Espagne sur route pour la deuxième fois.
- 25 juin : le Luxembourgeois Roger Gilson devient champion du Luxembourg sur route.
- 25 juin : l'Allemand Wilfried Peffgen devient champion de RFA sur route. L'épreuve ne sera pas disputée en 1973 et reprendra en 1974.
- 25 juin : le Suisse Joseph Fuchs devient champion de Suisse sur route.
- 25 juin : le Britannique Gary Crewe devient champion de Grande-Bretagne sur route.
- 25 juin : le Belge Walter Godefroot devient champion de Belgique sur route pour la deuxième fois.
- 25 juin : le Français Roland Berland devient champion de France sur route.
- 26 juin : le Belge Joseph Bruyère gagne Rebecq-Rognon.

### Juillet
- 1er juillet : départ du 59e Tour de France à Angers, pour la première fois depuis 1947 le Tour ne passera pas par la Belgique. Pour la première fois depuis 1939 le Tour se disputera uniquement sur les routes de France. Pour la première fois le Tour compte 4 arrivées au sommet : le Mont-Ventoux, Orcières-Merlette, le Mont Revard et le Ballon d'Alsace. Un autre record est battu, il y a 9 étapes empruntant au moins un col de première catégorie. Les sprinteurs ne sont pas en reste, des sprints intermédiaires (dits points chauds), qui accordent des bonifications, sont disséminés à chaque étapes. Toutes les arrivées des étapes dites de plat octroient aussi des bonifications. Le prologue d'Angers est remporté par le Belge Eddy Merckx qui endosse le premier maillot jaune, 2e le Belge Roger Swerts à 11 secondes, 3e le Français Raymond Poulidor à 12 secondes.
- 2 juillet : le Français Cyrille Guimard gagne au sprint la 1re étape du tour de France Angers-Saint Brieuc, 2e le britannique Michael Wright, 3e le Néerlandais Gerben Karstens, 4e le Belge Eddy Merckx qui perd le maillot jaune et ne le portera pas de bout en bout à son grand regret. Guimard prend le maillot jaune par le jeu des bonifications, 2e Eddy Merckx à 7 secondes, 3e Gerben Karstens à 16 secondes.
- 2 juillet : l'Espagnol José Antonio Gonzales Linares gagne le Tour de Cantabrie.
- 2 juillet : le Belge Roger de Vlaeminck gagne la Flèche Halloise.
- 3 juillet : le Belge Rik Van Linden gagne au sprint la 2e étape du Tour de France Saint Brieuc-La Baule, 2e et 3e ses compatriotes Walter Godefroot et Daniel Van Rijckeghem. Avec le jeu des bonifications, au classement général : 1er le Français Cyrille Guimard, 2e le Belge Eddy Merckx à 9 secondes, 3e Van Linden à 18 secondes.
- 4 juillet : la 1re demi-étape de la 3e étape du Tour de France Pornichet-Saint Jean de Monts est remportée par l'Italien Ercole Gualazzini, 2e le Belge Noël Van Clooster, 3e le Belge Herman Beysens. Le classement général n'évolue pas en tête.
- La 2e demi-étape contre la montre par équipe autour de Merlin-Plage (en fait Saint Jean de Monts) est remportée par l'Équipe Molteni, 2e l'équipe Peugeot, 3e l'équipe Bic. Ces 3 équipes obtiennent 20, 10 et 5 secondes de bonifications. Le Belge Eddy Merckx reprend le Maillot, 2e le Français Cyrille Guimard à 11 secondes, 3e le Belge Roger Swerts à 15 secondes.
- 5 juillet : le Français Cyrille Guimard gagne au sprint la 4e étape du Tour de France Merlin Plage-Royan, 2e le Belge Ronny van Marcke, 3e le Belge Frans Verbeeck. Par le jeu des bonifications, Guimard reprend le maillot jaune, 2e le Belge Eddy Merckx à 19 secondes, 3e le Belge Roger Swerts à 34 secondes.
- 6 juillet : la 1re demi-étape de la 5e étape du Tour de France Royan-Bordeaux est remportée au sprint par le Belge Walter Godefroot, 2e l'Italien Marino Basso, 3e le Français Cyrille Guimard. Au classement général avec les bonifications : 1er Guimard, 2e le Belge Eddy Merckx à 33 secondes, 3e Godefroot à 47 secondes.
- La 2e demi-étape contre la montre autour de Bordeaux le Lac est remportée par le Belge Eddy Merckx, 2e le Belge Roger Swerts à 2 secondes, 3e l'Espagnol Luis Ocana à 15 secondes, 4e le Français Raymond Poulidor à 20 secondes. Pour les autres favoris, le Français Cyrille Guimard est 6e à 24 secondes, le Français Bernard Thévenet est 8e à 32 secondes, l'Italien Felice Gimondi est 10e à 41 secondes, le Néerlandais Joop Zoetemelk est 12e à 49 secondes, le Français Roger Pingeon est 15e à 54 secondes. Le Belge Lucien Van Impe déçoit, il est 39e à 1 minute 20 secondes. Au classement les écarts se comptent encore en secondes : 1er le Français Cyrille Guimard, 2e Merckx à 9 secondes, 2e Swerts à 26 secondes, 4e Ocana à 58 secondes.
- 7 juillet : le Néerlandais Léo Duyndam gagne la 6e étape du Tour de France Pessac-Bayonne, 2e l'Italien Luigi Castelli, 3e le Français Guy Santi puis leurs 3 compagnons d'échappée. L'Italien Ercole Gualazzini 7e à 1 minute 29 secondes gagne le sprint du peloton. Au classement général par le jeu des bonifications : 1er le Français Cyrille Guimard, 2e le Belge Eddy Merckx à 11 secondes, 3e le Belge Roger Swerts à 30 secondes, 4e l'Espagnol Luis Ocana à 1 minute 2 secondes. Il y a repos le 8 juillet.
- 8 juillet : le Belge Hervé Vermeeren gagne le Circuit des Monts du Sud-Ouest.
- 9 juillet : le Français Yves Hézard gagne la 7e étape du Tour de France Bayonne-Pau qui emprunte le col d'Aubisque, 2e le Français Cyrille Guimard, 3e l'Italien Felice Gimondi, 4e le Néerlandais Joop Zoetemelk, 5e le Belge Eddy Merckx, 6e le Français Raymond Poulidor tous même temps. L'espagnol Luis Ocana 7e à 1 minute 49 secondes a été retardé par une crevaison, en prenant des risques dans la descente pour revenir sur Merckx il est tombé. Parmi les autres favoris, le Belge Lucien Van Impe semble avoir perdu le Tour en terminant 9e à 5 minutes 3 secondes, idem pour le français Roger Pingeon 10e à 6 minutes 6 secondes, le Français Bernard Thévenet entrainé dans la chute d'Ocana finit 15e à 6 minutes 32 secondes. Thévenet a achevé l'étape dans un état second qui nécessitera une hospitalisation pour la nuit. Au classement général Guimard reste leader, 2e Merckx à 11 secondes, 3e Hézard à 1 minute 21 secondes, 4e Gimondi à 1 minute 42 secondes, 5e Ocana à 2 minutes 51 secondes, 6e Poulidor à 4 minutes 17 secondes, 7e Zoetemelk à 4 minute 39 secondes. La victoire finale ne peut être remportée que par un de ces 7 coureurs. A noter que sur le Tour depuis 1969, l'équipe Sonolor gagne enfin une étape pour son 4e Tour de France pour la plus grande joie du PDG André Bazin.
- 10 juillet : le Belge Eddy Merckx gagne la 8e étape du Tour de France Pau-Luchon qui emprunte les cols du Tourmalet, d'Aspin et de Peyresourde, 2e le Belge Lucien Van Impe à 1 seconde, 3e l'Espagnol Luis Ocana à 8 secondes, 4e le Néerlandais Joop Zoetemelk à 2 minutes 15 secondes, 5e le Français Mariano Martinez, 6e le Français Raymond Poulidor tous dans le même temps que Zoetemelk. Puis arrivent ensemble à 2 minutes 44 secondes l'Italien Felice Gimondi 7e, le Français Cyrille Guimard 8e et le Français Bernard Thevenet qui semble remis de sa chute de la veille. Le Français Yves Hezard termine 15e à 4 minutes 38 secondes. A noter l'abandon du Français Roger Pingeon arrivé 29e à 8 minutes 40 secondes. Merckx semble avoir récupéré sa meilleure forme en montagne, il n'a pu cependant distancé Ocana dans la descente de Peyresourde, il récupère tout de même le maillot jaune avec 2 minutes 33 secondes d'avance sur Guimard 2e, 3e Ocana à 2 minutes 48 secondes, 4e Gimondi à 4 minutes 15 secondes, 5e Hezard à 5 minutes 48 secondes, 6e Poulidor à 6 minutes 21 secondes, 7e Zoetemelk à 6 minutes 43 secondes.
- 11 juillet : le Belge Joseph Huysmans gagne la 9e étape du Tour de France Luchon-Colomiers qui emprunte le col du Portet d'Aspet, 2e le Britannique Michael Wright, 3e le Français Jean Pierre Danguillaume puis les sept autres échappés du jour. Le sprint du peloton est remporté par le Néerlandais Jan Krekels 11e à 1 minute 13 secondes. Le Belge Joseph Spruyt chute sur la ligne d'arrivée et doit abandonner. Pas de changement en tête du classement général, seuls les écarts entre le Belge Eddy Merckx qui glane une bonification de 4 secondes, et ses poursuivants augmentent de 4 secondes
- 12 juillet : le Belge Willy Teirlinck gagne au sprint la 10e étape du Tour de France Castres-La grande Motte, 2e le Britannique Barry Hoban, 3e le Belge Frans Verbeeck puis tout le peloton. Le classement général évolue avec le jeu des bonifications : 1er le Belge Eddy Merckx, 2e le Français Cyrille Guimard à 2 minutes 39 secondes, 3e l'Espagnol Luis Ocana à 2 minutes 56 secondes, 4e l'Italien Felice Gimondi à 4 minutes 23 secondes, 5e le Français Yves Hezard à 6 minutes 11 secondes, 6e le Français Raymond Poulidor à 6 minutes 29 secondes, 7e le Néerlandais Joop Zoetemelk à 6 minutes 51 secondes.
- 13 juillet : le Français Bernard Thevenet gagne la 11e étape du Tour de France Carnon-Mont Ventoux dont l'ascension finale est entreprise par Malaucène. Thevenet remis de sa chute dans la descente de l'Aubisque profite du marquage des favoris pour finir en solitaire, 2e le Belge Eddy Merckx à 34 secondes, 3e l'Espagnol Luis Ocana à 39 secondes, 4e le Français Raymond Poulidor à 51 secondes, 5e le Français Mariano Martinez qui se révèle un grand grimpeur à 1 minute 1 seconde, 6e le Portugais Joaquim Agostinho à 1 minute 18 secondes, 7e le Belge Lucien Van Impe à 1 minute 25 secondes, 8e l'Italien Felice Gimondi à 1 minute 46 secondes, 9e le Néerlandais Joop Zoetemelk à 1 minute 55 secondes, 10e le Belge Ward Janssens à 1 minute 58 secondes qui se fait remarquer et deviendra un équipier de Merckx, 11e le Français Cyrille Guimard à 2 minutes 9 secondes. Le Français Yves Hezard termine 17e à 4 minutes 8 secondes et disparaît des premières places. Au classement général Merckx devance son nouveau second Ocana de 3 minutes 1 seconde, 3e Guimard à 4 minutes 8 secondes, 4e Gimondi à 5 minutes 35 secondes, 5e Poulidor à 6 minutes 46 secondes, 6e Zoetemelk à 8 minutes 12 secondes.
- 14 juillet : le Belge Lucien Van Impe gagne la 12e étape du Tour de France Carpentras-Orcières Merlette qui emprunte le col de Perty et l'ascension de Orcières-Merlette. Van Impe échappé avec le Portugais Joaquim Agostinho 2e à 3 secondes, a su mettre le coup de rein nécessaire pour distancer le Portugais et cueillir  sa première victoire d'étape sur le Tour, 3e le Belge Eddy Merckx à 1 minute 17 secondes, 4e l'Espagnol Luis Ocana à 1 minute 18 secondes, 5e le Néerlandais Joop Zoetemelk à 1 minute 20 secondes, dans le même temps que Zoetemelk arrivent, le Français Mariano Martinez 6e,  le Français Cyrille Guimard est 7e, le Français Raymond Poulidor est 8e, le Français Yves Hezard est 9e. L'Italien Felice Gimondi termine 10e à 1 minute 24 secondes. Au classement général, Merckx leader et Ocana second sont séparés de 3 minutes 2 secondes, 3e Guimard à 4 minute 5 secondes, 4e Gimondi à 5 minutes 42 secondes, 5e Poulidor à 6 minutes 49 secondes, 6e Zoetemelk à 8 minutes 15 secondes. Il y a repos le 15 juillet.
- 16 juillet : le Belge Eddy Merckx gagne la 13e étape du Tour de France Orcières Merlette-Briançon qui emprunte les cols de Vars et de l'Izoard (pour éviter une attaque en descente comme l'an dernier, le départ a été donné depuis le village de Pont du Fossé). Merckx a attaqué au sommet de Vars comme au sommet de tous les cols, à ce moment-là l'Espagnol Ocana crève (il n'a vraiment pas été équipé avec des boyaux fiables vu les nombreuses crevaisons qui l'ont frappé). Le Français Cyrille Guimard auteur d'une descente acrobatique rejoint Merckx échappé. Les 2 hommes attaquent l'Izoard ensemble. Guimard cède à 4 KM du sommet et Merckx part en solitaire dans la tradition des grands cracks de l'histoire du Tour. Il franchit la ligne d'arrivée avec 1 minute 31 secondes sur un groupe où se trouvent l'Italien Felice Gimondi 2e, Guimard 3e, le Belge Lucien Van Impe 4e et le Français Raymond Poulidor 5e. Ocana termine 9e à 1 minute 41 secondes, le Néerlandais Joop Zoetemelk finit 11e à 7 minutes 27 secondes et disparaît des premières places. Au classement général Merckx creuse les écarts, Ocana 2e est à 4 minutes 43 secondes, 3e Guimard à 5 minutes 32 secondes, 4e Gimondi à 7 minutes 13 secondes, 5e Poulidor à 8 minutes 20 secondes.
- 17 juillet : la 1re demi-étape de la 14e étape du Tour de France Briançon-Valloire qui emprunte le col du Galibier est remportée par le Belge Eddy Merckx qui rattrape le Néerlandais Joop Zoetemelk 2e dans la descente et le bat au sprint à l'arrivée, 3e le Portugais Joaquim Agostinho à 24 secondes, avec dans sa roue le Belge Ward Janssens 4e, 5e le Français Cyrille Guimard à 56 secondes, 6e l'Italien Felice Gimondi même temps que Guimard. Le Français Raymond Poulidor déçoit en terminant 14e à 1 minute, l'Espagnol Luis Ocana malade finit 24e à 2 minutes 11 secondes, il a perdu le Tour. Au classement général Merckx a quasiment course gagnée avec 6 minutes 22 secondes d'avance sur Guimard 2e, Ocana rétrograde à la 3e place à 6 minutes 54 secondes, Gimondi est 4e à 8 minutes 9 secondes et Poulidor est 5e à 9 minutes 54 secondes.
- La 2e demi-étape Valloire-Aix les Bains qui emprunte les cols du Télégraphe, du Grand Cucheron et du Granier est remportée au sprint par le Français Cyrille Guimard sur un groupe d'échappés ou figurent le Belge Eddy Merckx 2e, l'Italien Felice Gimondi 3e, le Néerlandais Joop Zoetemelk 4e, le Belge Lucien Van Impe 5e, le Portugais Joaquim Agostinho 6e, le Français Raymond Poulidor 7e et le Français Mariano Martinez 8e tous même temps. L'Espagnol Luis Ocana les poumons en feu termine 33e à 5 minutes 19 secondes et abandonne sur les conseils des médecins. Au classement général Guimard 2e qui glane une bonification est à 6 minute 20 secondes de Merckx maillot jaune, 3e Gimondi à 8 minutes 9 secondes, 4e Poulidor à 9 minutes 54 secondes.
- 18 juillet : le Français Cyrille Guimard gagne la 15e étape du Tour de France Aix les Bains-Mont Revard qui est en fait une course de côte. Accroché à la roue de Merckx durant l'ascension Guimard au sprint coiffe sur le fil le Belge. Une photo célèbre immortalise l'action, on y voit Merckx levant le bras et Guimard jetant son vélo sur la ligne d'arrivée. Le Belge Lucien Van Impe est 3e et le Français Raymond Poulidor est 4e tous dans le même temps. L'Italien Felice Gimondi accuse une défaillance en finissant 12e à 1 minute 52 secondes. Au classement général : 1er Merckx, 2e Guimard à 6 minutes 20 secondes, 3e Poulidor à 9 minutes 54 secondes, 4e Gimondi à 10 minutes 1 seconde.
- 19 juillet : le Belge Willy Teirlinck gagne la 16e étape du Tour de France Aix les Bains-Pontarlier devant son compagnon d'échappée le Danois Leif Mortensen 2e. Le sprint du peloton est remporté par le Belge Frans Verbeeck 3e à 45 secondes.
- 20 juillet : le Français Bernard Thevenet gagne la 17e étape du Tour de France Pontarlier-Ballon d'Alsace qui emprunte les cols du Hundsruck, de Oderen avec arrivée au sommet du Ballon d'Alsace, 2e le Néerlandais Joop Zoetemelk à 4 secondes, 3e le Français Mariano Martinez à 7 secondes. Chez les favoris, le Belge Eddy Merckx est 4e à 30 secondes, l'Italien Felice Gimondi est 7e à 36 secondes, le Français Raymond Poulidor est 9e à 39 secondes. Victime d'un épanchement de synovie, le Français Cyrille Guimard termine 21e à 1 minute 57 secondes. Au classement général Merckx leader possède à présent 7 minute 58 secondes sur Guimard 2e, 3e Poulidor à 10 minutes 3 secondes, 4e Gimondi à 10 minutes 7 secondes.
- 21 juillet : le Néerlandais Marinus Wagtmans gagne la 18e étape du Tour de France Vesoul-Auxerre, il devance de 20 secondes le Belge Rik Van Linden 2e, le Belge Frans Verbeeck 3e puis tout le peloton. Le Français Cyrille Guimard abandonne son état ne lui permettant plus de pédaler. Au classement général le Belge Merckx se dirige sur Paris avec 10 minutes 3 secondes d'avance sur son nouveau second, le Français Raymond Poulidor, 3e Gimondi à 10 minutes 7 secondes.
- 22 juillet : le Belge Joseph Bruyère gagne la 19e étape du Tour de France Auxerre-Versailles en s'imposant devant ses compagnons d'échappée, l'Italien Giacinto Santambrogio 2e et le Français Guy Santy 3e. Le sprint du peloton est remporté par le Néerlandais Gerben Karstens 4e à 10 secondes.
- 22 juillet : l'Italien Davide Boifava gagne le Grand Prix de Montelupo.
- 23 juillet : arrivée du Tour de France à Paris, la 1re demi-étape contre la montre de la 20e étape du Tour de France autour de Versailles est remportée par le Belge Eddy Merckx, 2e l'Italien Felice Gimondi à 34 secondes, 3e le Français Yves Hezard à 1 minute 10 secondes, 4e le Français Raymond Poulidor à 1 minute 31 secondes. Au classement général final Merckx devance son nouveau et définitif dauphin Gimondi de 10 minutes 41 secondes, le Français Raymond Poulidor termine tout de même sur le podium 3e à 11 minutes 34 secondes, cela n'évoluera pas dans l'ultime demi-étape.
- La 2e demi-étape Versailles-Paris est remportée par le Belge Willy Teirlinck qui a démarré dans le dernier kilomètre, 2e l'Italien Marino Basso, 3e le Belge Rik Van Linden. Eddy Merckx s'impose pour la quatrième fois, il remporte également, comme en l'an dernier et pour la troisième fois, le classement par points symbolisé par le maillot vert et pour la quatrième fois d'affilée, le combiné symbolisé par le maillot blanc. Le Grand Prix de la montagne qui n'a pas encore de maillot distinctif est remporté par le Belge Lucien Van Impe pour la deuxième année d'affilée.
- 23 juillet : l'Espagnol Segundo Goïcoechea gagne Saragosse-Sabinanigo.
- 25 juillet : l'Espagnol Domingo Perurena gagne le Grand Prix de Villafranca pour la deuxième année d'affilée.
- 26 juillet : l'Italien Michele Dancelli gagne le Tour des Marches.
- 26 juillet : le Belge André Poppe gagne St Kwintens-Lennik.
- 29 juillet : l'Italien Giacinto Santambrogio gagne les Trois vallées varésines.
- 30 juillet : le Néerlandais René Pijnen gagne le Grand Prix de Fourmies.
- 30 juillet : le Belge Georges Pintens gagne le Tour du Canton d'Argovie.

### Août
- 1er août : le Belge Eddy Merckx gagne le Grand Prix de l'Escaut.
- 1er août : l'Italien Mauro Simonetti gagne la Coppa Agostoni.
- 3 août : le Français Jacky Mourioux gagne la première édition de la Route Nivernaise.
- 2-6 août : championnats du monde de cyclisme sur piste à Marseille (France). Le Belge Robert Van Lancker est champion du monde de vitesse professionnelle.  le Français Daniel Morelon est déclaré champion du monde de vitesse amateur après avoir décroché la médaille d'or aux Jeux Olympiques, C'est son sixième titre . À partir de 1972 le titre de Champion olympique vaut le titre de Champion du monde. Idem pour le titre de Champion du monde de poursuite amateur décerné au Norvégien Knut Knudsen Champion olympique de poursuite amateur. Le Britannique Hugh Porter est champion du monde de poursuite professionnelle pour la troisième fois.
- 5 août : à Gap (France) la Française Geneviève Gambillon est championne du monde sur route.
- 6 août : championnats du monde sur route à Gap, en France. L'Italien Marino Basso remporte la course professionnelle masculine, devant son compatriote Franco Bitossi et le Français Cyrille Guimard. La Française Geneviève Gambillon gagne la course féminine devant les Soviétiques Lubov Zadoroznaya et Anna Konkina. Le Néerlandais Hennie Kuiper est déclaré champion du monde amateur sur route en décrochant le titre de champion olympique sur route comme les médaillés sur piste. .
- 13 août : le Belge Eddy Merckx gagne le Grand Prix de Dortmund.
- 13 août : l'Italien Davide Boifava gagne le Trophée Mattéotti.
- 13 août : l'Espagnol Domingo Perurena gagne les 3 jours de Leganes.
- 13 aout : le Belge Ronny Van de Vijver gagne Bruxelles-Merchten.
- 17 août : l'Italien Enrico Paolini gagne le Tour d'Ombrie.
- 20 août : l'équipe Molteni gagne la Cronostafetta grâce aux victoires d'étapes des Belges Roger Swerts et Joseph Bruyère.
- 20 août : le Belge Jacky Coëne gagne le Circuit de Dunkerque.
- 22 août : le Français Robert Bouloux gagne le Grand Prix de Plouay.
- 22 août : le Belge Herman Van Springel gagne le Grand Prix de Zottegem.
- 26 août : le Belge Marc Demeyer gagne À travers la Belgique.
- 27 août : le Belge Marc Demeyer gagne le Grand Prix José Samyn .
- 27 août : le Belge Frans Verbeeck gagne Louvain-St Pierre pour la deuxième année d'affilée..
- 29 août : le Belge Noël Vantyghem gagne la Coupe Sels.
- 30 août : le Belge Roger de Vlaeminck gagne Druivenkoers-Overijse pour la deuxième fois.

### Septembre
- 2 septembre : le Belge Martin Van Den Bossche gagne le Tour du Latium.
- 4 septembre : le Français Cyrille Guimard gagne le Circuit des Boucles de l'Aulne.
- 5 septembre : le Belge Roger de Vlaeminck gagne la Coupe Placci.
- 9 septembre : le Belge Eddy Merckx gagne le Tour du Piémont.
- 10 septembre : le Belge Roger Rosiers gagne le Circuit des Régions Linières.
- 11 septembre : l'Espagnol Francisco Galdos gagne le Trophée Masferrer.
- 14 septembre : le Néerlandais Jos Van Beers gagne le Grand Prix d'Orchies.
- 14 septembre : le Belge Patrick Sercu gagne le Championnat des Flandres.
- 16 septembre : l'Italien Constantino Conti gagne le Grand Prix de Prato.
- 17 septembre : le Belge Marc Demeyer gagne le Grand Prix d'Isbergues.
- 17 septembre : l'Italien Felice Gimondi gagne le Tour de Catalogne.
- 17 septembre : le Belge Gustaaf Hermans gagne le Grand Prix Jef Sherens.
- 22 septembre : l'Espagnol José Antonio Ponton Ruiz gagne le Tour de La Rioja.
- 23 septembre : l'Italien Enrico Paolini gagne le Tour de Vénétie.
- 23 septembre : le Suisse Peter Oberholzer gagne le Grand Prix de Lausanne.
- 24 septembre : comme l'an dernier le Belge Eddy Merckx gagne la course de côte de Montjuich. C'est sa quatrième victoire dans cette épreuve.
- 28 septembre : le Belge Anton Houbrechts gagne la Coupe Sabatini.
- 28 septembre : le Belge Patrick Sercu gagne le Circuit du Houtland.
- 29 septembre : l'Espagnol Domingo Perurena gagne le Grand Prix LLodio pour la troisième fois.

### Octobre
- 1er octobre : le Belge Noël Vantyghem gagne Paris-Tours.
- 3 octobre : le Belge Noël Vantyghem gagne le Circuit des frontières pour la deuxième fois.
- 4 octobre : le Belge Eddy Merckx gagne le Tour d'Émilie.
- 8 octobre : le Belge Eddy Merckx gagne "A travers Lausanne" pour la troisième fois..
- 10 octobre : le Français Bernard Labourdette gagne l'Étoile des Espoirs.
- 11 octobre : la paire belge Eddy Merckx-Roger Swerts gagne le trophée Baracchi.
- 12 octobre : le Belge Eddy Merckx gagne le tour de Lombardie pour la deuxième fois d'affilée. Il remporte aussi son quatrième Trophée Super Prestige Pernod d'affilée. Le Français Raymond Poulidor remporte le Trophée Prestige Pernod pour la quatrième fois et son compatriote Yves Hézard remporte le Trophée Promotion Pernod.
- 14 octobre : l'Italien Felice Gimondi gagne le Grand Prix de Lugano pour la deuxième fois. L'épreuve ne sera pas disputée en 1973 et reprendra en 1974.
- 17 octobre : le Belge Gustaaf Van Roosbroeck gagne le Grand Prix de Clôture.
- 22 octobre : le Belge Roger Swerts gagne le Grand Prix des Nations.
- 25 octobre : le Belge Eddy Merckx bat le record de l'heure à Mexico sur le Vélodrome olympique, en le portant à 49,431 km.

## Principales naissances
- 7 janvier : Shane Kelly, cycliste australien.
- 14 janvier : Raimondas Rumšas, cycliste lituanien.
- 28 janvier : Léon van Bon, cycliste néerlandais.
- 22 février : Laurence Leboucher, cycliste française.
- 23 mars : Erwin Vervecken, cycliste belge.
- 13 avril : Fabrizio Guidi, cycliste italien.
- 28 mai : Michael Boogerd, cycliste néerlandais.
- 24 juin : Robbie McEwen, cycliste australien.
- 4 juillet : Karin Thürig, cycliste suisse.
- 2 août : Daniele Nardello cycliste italien.
- 8 août : Axel Merckx, cycliste belge.
- 11 août : Joane Somarriba, cycliste espagnole.
- 8 septembre : Marcos Serrano, cycliste espagnol.
- 27 septembre : Ángel Casero cycliste espagnol.
- 8 octobre : Deirdre Demet-Barry, cycliste américaine.
- 27 octobre : Santiago Botero, cycliste colombien.
- 5 décembre : Stéphane Barthe, cycliste français.
- 13 décembre : Peter Luttenberger, cycliste autrichien.